# VT100

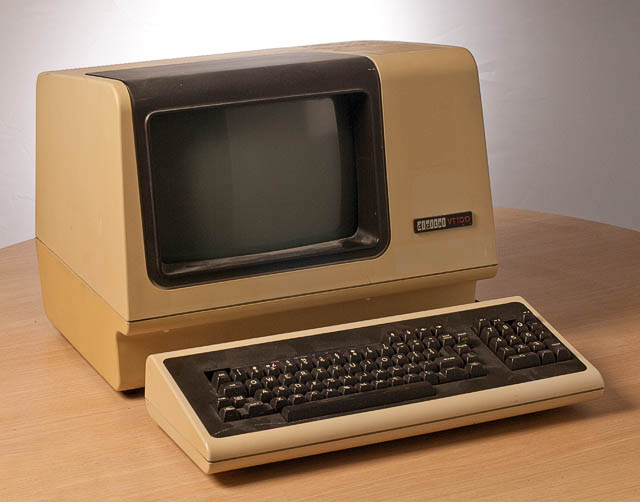
Terminal DEC VT100

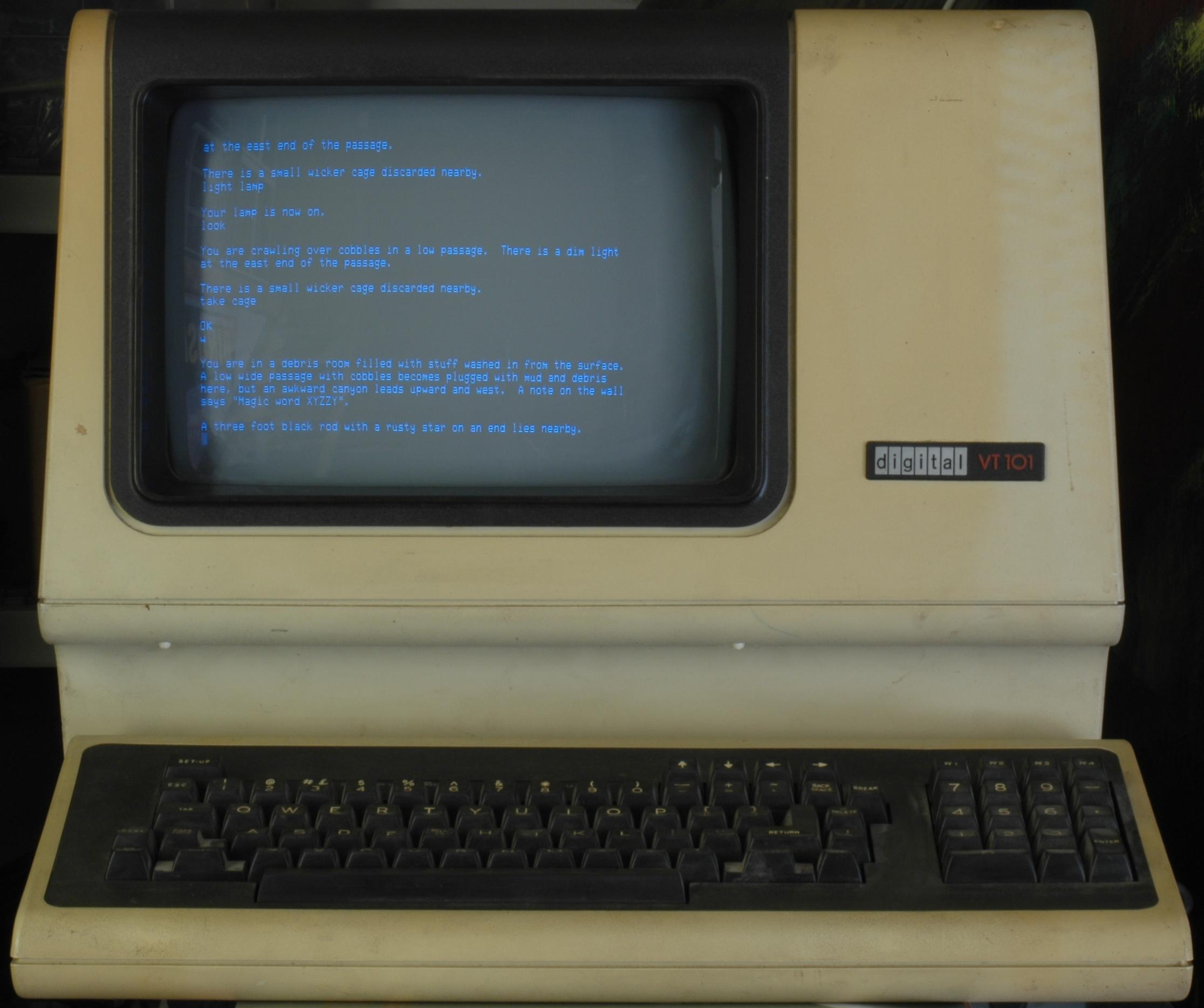
VT101

VT100 – rodzina tekstowych, ekranowych terminali komputerowych stworzonych przez Digital Equipment Corporation (DEC). Seria VT100 była następcą terminala VT52 tej samej firmy. Pierwszy model tej serii pojawił się w sprzedaży w sierpniu 1978 roku.
Terminal serii VT100 był łączony za pomocą interfejsu szeregowego RS-232 z minikomputerem (np. serii PDP firmy DEC), umożliwiając dostęp wielu użytkowników jednocześnie.
Komputer komunikował się z terminalem przesyłając znaki ASCII oraz tzw. znaki sterujące w standardzie ANSI. Terminal prezentował informację w 24 wierszach, po 80 lub 132 znaki w każdym wierszu. Terminal był wyposażony w klawiaturę.
Sposób prezentacji znaków na ekranie, wraz ze sposobem działania znaków sterujących, stał się standardem używanym przez emulatory terminali. Emulatory pozwalają na dostęp do szerokiej gamy oprogramowania, które ciągle jest w użyciu. Programy te były pierwotnie dostosowane do pracy z terminalami VT100, a obecnie są uruchamiane na współczesnych komputerach osobistych.
W 1983 roku VT100 został zastąpiony przez lepszą serię VT200.
Kody sterujące terminala VT100 do dziś są obsługiwane przez konsole Uniksa oraz Windows. Pozwalają m.in. zmieniać kolory przy wypisywaniu tekstu, co jest wykorzystywane w wielu programach konsolowych, takich jak gulp.